# Willehad Paul Eckert
Willehad Paul Eckert OP (Colonia, 21 gennaio 1926 – Düsseldorf, 18 gennaio 2005) è stato un sacerdote e teologo tedesco cattolico.

## Biografia
Dopo aver conseguito il diploma di scuola superiore nel 1944 e aver completato un breve servizio militare, Willehad P. Eckert studiò germanistica a Colonia. Il 5 agosto 1945 fu ordinato sacerdote a Walberberg e gli venne dato il nome di Willehad Maria. Dopo il noviziato e gli studi a Walberberg, fu inviato a Monaco per conseguire il dottorato. Qui divenne membro dell'associazione studentesca cattolica nel Cartellverband der katholischen deutschen Studentenverbindungen. Dal 1956 fino alla chiusura del college nel 1974, insegnò come docente di storia della filosofia presso il collegio religioso di Walberberg. A questo periodo risalgono diverse rilevanti pubblicazioni. Nel 1963 fu incaricato dall'arcivescovo di Trento, Alessandro Maria Gottardi, di eseguire una perizia per il riesame del caso storico del beato Simonino. Dal 1977 fu docente di storia della Chiesa all'Università di Colonia. Dal 1984 visse nel convento di Düsseldorf.

## Scritti scelti
- als Herausgeber mit Paul Wilpert: Antike und Orient im Mittelalter. Vorträge der Kölner Mediaevistentagungen 1956–1959 (= Miscellanea Mediaevalia, Band 1). de Gruyter, Berlin 1962.
- Erasmus von Rotterdam. Werk und Wirkung. 2 Bände. Wienand-Verlag, Köln 1967.
- als Herausgeber: Thomas von Aquino. Interpretation und Rezeption. Studien und Texte. Matthias-Grünewald-Verlag, Mainz 1974, ISBN 3-7867-0485-6.
- als Herausgeber mit Gerd Heinz-Mohr: Das Werk des Nicolaus Cusanus. Eine bibliophile Einführung. Köln 1975, ISBN 3-87909-014-9.
- mit Christoph von Imhoff: Willibald Pirckheimer, Dürers Freund, im Spiegel seines Lebens, seiner Werke und seiner Umwelt. Köln 1982, ISBN 3-87909-109-9.
- Der Niederrhein. Das Land und seine Städte, Burgen und Kirchen. Köln 1985, ISBN 3-7701-1085-4.
- Kölner Stadtführer. Wege zur Kunst, Kultur und Geschichte. Köln 1990, ISBN 3-87909-183-8.